# Saint-Pierre-sur-Doux

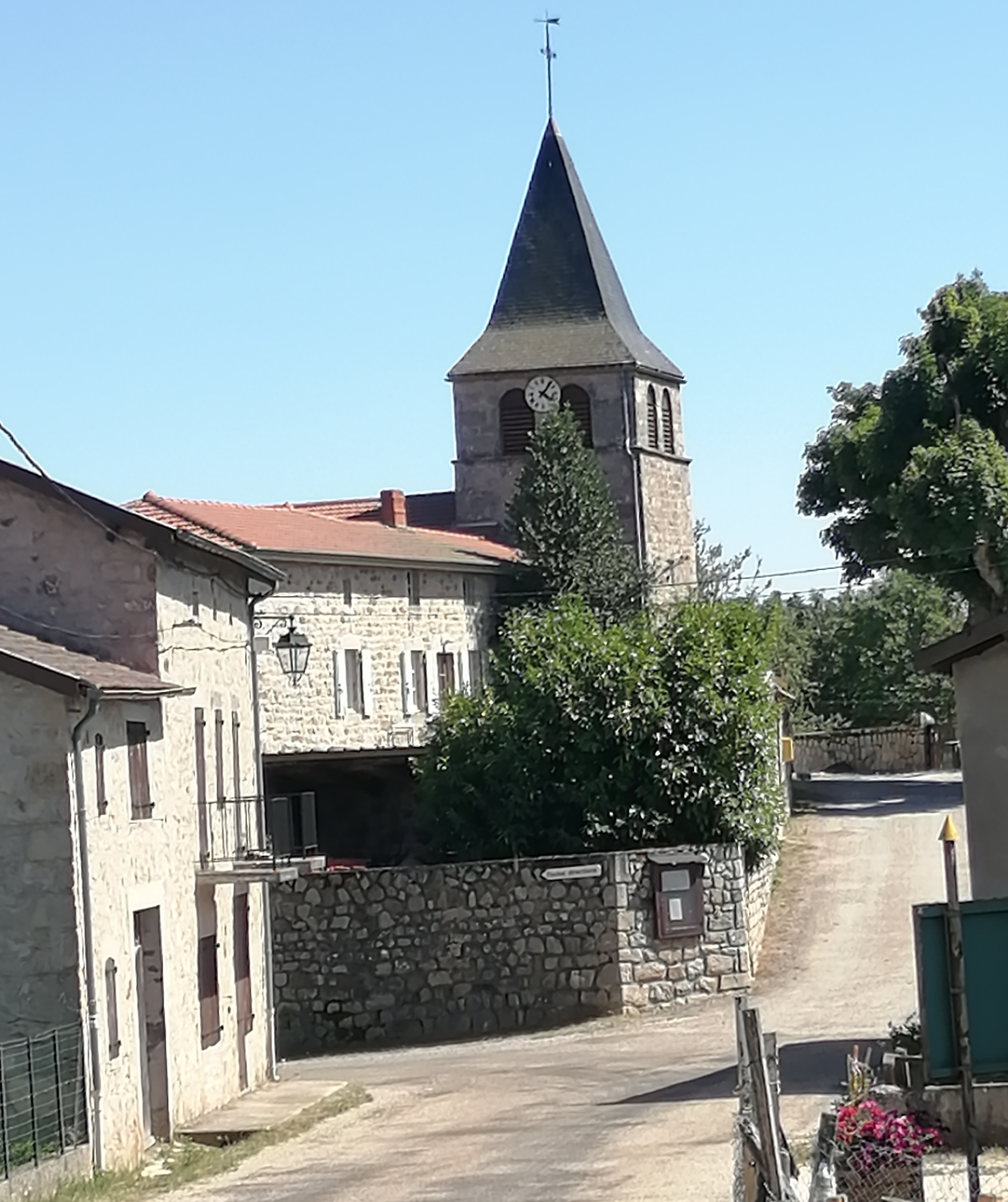
Rue du village, impasse de l'église de Saint-Pierre

Saint-Pierre-sur-Doux est une commune française située dans le département de l'Ardèche, en région Auvergne-Rhône-Alpes.

## Géographie

### Situation et description
La commune de Saint-Pierre-sur-le-Doux, à l'aspect fortement rural, est située dans le Massif Central,  proche du Parc naturel régional des Monts d'Ardèche

### Communes limitrophes
Saint-Pierre-sur-Doux est limitrophe de six communes, dont cinq situées dans le département de l'Ardèche et une dans le département de la Haute-Loire. Elles sont réparties géographiquement de la manière suivante :

### Géologie et relief
La mairie se situe à 943 mètres d'altitude. Sur le territoire de la commune l'altitude varie entre un minimum de 660 mètres et un maximum de 1 325 mètres .
Le Col du Rouvey est 1245m d'altitude.

### Climat
Pour des articles plus généraux, voir Climat d'Auvergne-Rhône-Alpes et Climat de l'Ardèche.
En 2010, le climat de la commune est de type climat de montagne, selon une étude du CNRS s'appuyant sur une série de données couvrant la période 1971-2000. En 2020, Météo-France publie une typologie des climats de la France métropolitaine dans laquelle la commune est exposée à un climat de montagne ou de marges de montagne et est dans la région climatique  Sud-est du Massif Central, caractérisée par une pluviométrie annuelle de 1 000 à 1 500 mm, minimale en été, maximale en automne. 
Pour la période 1971-2000, la température annuelle moyenne est de 9 °C, avec une amplitude thermique annuelle de 16,7 °C. Le cumul annuel moyen de précipitations est de 1 069 mm, avec 10,1 jours de précipitations en janvier et 6,7 jours en juillet. Pour la période 1991-2020, la température moyenne annuelle observée sur la station météorologique de Météo-France la plus proche, sur la commune de Lalouvesc à 6 km à vol d'oiseau, est de 8,3 °C et le cumul annuel moyen de précipitations est de 1 064,8 mm,. Pour l'avenir, les paramètres climatiques de la commune estimés pour 2050 selon différents scénarios d'émission de gaz à effet de serre sont consultables sur un site dédié publié par Météo-France en novembre 2022.

### Hydrographie
Six cours d'eau traversent le territoire de la commune :
- Le Doux, affluent du Rhône et ses affluents locaux, dont, notamment :
- Ruisseau des Effangeas
- Ruisseau du Perrier
- Ruisseau de Larzallier
- Ruisseau du Rouvey
- Ruisseau de l'Adret.

## Urbanisme

### Typologie
Au 1er janvier 2024, Saint-Pierre-sur-Doux est catégorisée commune rurale à habitat très dispersé, selon la nouvelle grille communale de densité à 7 niveaux définie par l'Insee en 2022.
Elle est située hors unité urbaine et hors attraction des villes,.

### Occupation des sols
L'occupation des sols de la commune, telle qu'elle ressort de la base de données européenne d’occupation biophysique des sols Corine Land Cover (CLC), est marquée par l'importance des forêts et milieux semi-naturels (86,2 % en 2018), une proportion sensiblement équivalente à celle de 1990 (85,8 %). La répartition détaillée en 2018 est la suivante : 
forêts (82,5 %), prairies (9,5 %), zones agricoles hétérogènes (4,3 %), milieux à végétation arbustive et/ou herbacée (3,7 %).
L'évolution de l’occupation des sols de la commune et de ses infrastructures peut être observée sur les différentes représentations cartographiques du territoire : la carte de Cassini (XVIIIe siècle), la carte d'état-major (1820-1866) et les cartes ou photos aériennes de l'IGN pour la période actuelle (1950 à aujourd'hui).

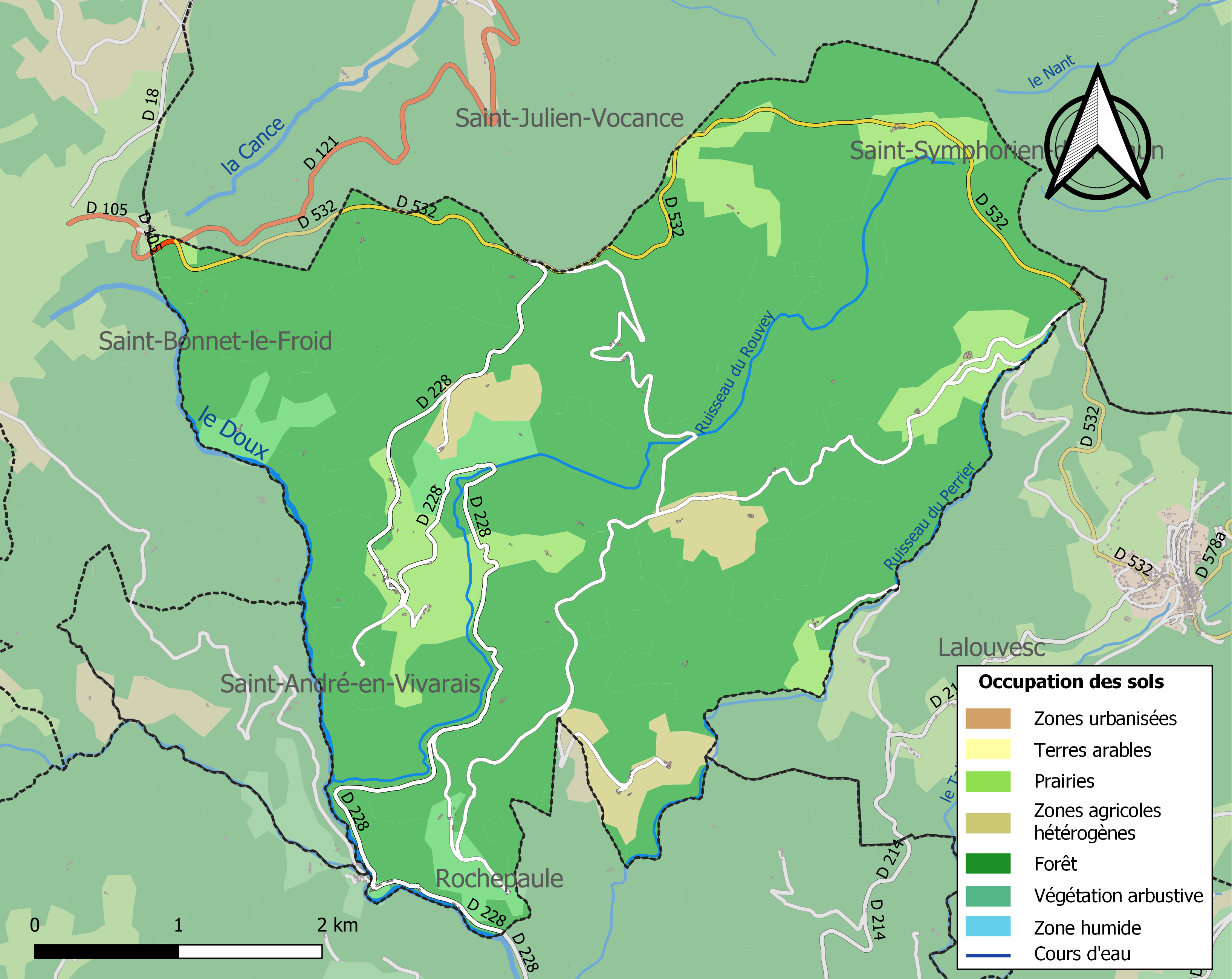
Carte des infrastructures et de l'occupation des sols de la commune en 2018 (CLC).

### Risques naturels

#### Risques sismiques
L'ensemble du territoire de la commune de Saint-Pierre-sur-le-Doux est situé en zone de sismicité no 2 (sur une échelle de 5), comme la plupart des communes situées sur le plateau et la montagne ardéchoise, mais relativement peu éloignée de zone de sismicité no 3, située dans la partie orientale du département de l'Ardèche.
| Type de zone | Niveau           | Définitions (bâtiment à risque normal) |
| ------------ | ---------------- | -------------------------------------- |
| Zone 2       | Sismicité faible | accélération = 1,1 m/s2                |

## Histoire
Macheloup, puis Saint-Pierre-de-Mauchabec, puis Saint-Pierre-des-Macchabées et depuis 1922 Saint-Pierre-sur-Doux, du nom de la rivière qui baigne la commune.

## Politique et administration

### Liste des maires
| Période                                  | Période  | Identité                | Étiquette | Qualité |
| ---------------------------------------- | -------- | ----------------------- | --------- | --- |
| Les données manquantes sont à compléter. |          |                         |           | |
|                                          | 1858     | Antoine Silvain Buisson |           | |
| 1858                                     | 1863     | Jean-Baptiste Mounier   |           | |
| 1863                                     | 1870     | Antoine Faurie          |           | |
| 1870                                     |          | Alexandre Crouzoulon    |           | |
| 1989                                     | 1992     | Régis Polly             |           | |
| mars 2014                                | mai 2020 | Michel Vautaret         | DVD       | Retraité de l'enseignement Président du SIVM du canton de Satillieu (2001-2002) puis de la communauté de communes du Val d'Ay (2002-2008) |
| mai 2020                                 | en cours | Sébastien Bouillot      |           | ouvrier qualifié de type artisanal |

## Population et société

### Démographie
L'évolution du nombre d'habitants est connue à travers les recensements de la population effectués dans la commune depuis 1793. Pour les communes de moins de 10 000 habitants, une enquête de recensement portant sur toute la population est réalisée tous les cinq ans, les populations de référence des années intermédiaires étant quant à elles estimées par interpolation ou extrapolation. Pour la commune, le premier recensement exhaustif entrant dans le cadre du nouveau dispositif a été réalisé en 2007.

En 2022, la commune comptait 110 habitants, en évolution de +2,8 % par rapport à 2016 (Ardèche : +2,48 %, France hors Mayotte : +2,11 %).
| 1793 | 1800  | 1806 | 1821 | 1831 | 1836 | 1841 | 1846 | 1851 |
| ---- | ----- | ---- | ---- | ---- | ---- | ---- | ---- | ---- |
| 829  | 1 160 | 836  | 702  | 869  | 901  | 927  | 888  | 909  |

| 1856 | 1861 | 1866 | 1872 | 1876 | 1881 | 1886 | 1891 | 1896 |
| ---- | ---- | ---- | ---- | ---- | ---- | ---- | ---- | ---- |
| 824  | 866  | 829  | 836  | 842  | 880  | 878  | 866  | 843  |

| 1901 | 1906 | 1911 | 1921 | 1926 | 1931 | 1936 | 1946 | 1954 |
| ---- | ---- | ---- | ---- | ---- | ---- | ---- | ---- | ---- |
| 820  | 807  | 738  | 616  | 577  | 551  | 547  | 457  | 324  |

| 1962 | 1968 | 1975 | 1982 | 1990 | 1999 | 2006 | 2007 | 2012 |
| ---- | ---- | ---- | ---- | ---- | ---- | ---- | ---- | ---- |
| 252  | 218  | 169  | 107  | 98   | 85   | 99   | 101  | 110  |

| 2017 | 2022 | - | - | - | - | - | - | - |
| ---- | ---- | - | - | - | - | - | - | - |
| 107  | 110  | - | - | - | - | - | - | - |

### Enseignement
La commune est rattachée à l'académie de Grenoble.

### Médias
Deux organes de presse écrite de niveau régional sont distribués dans la commune :
- L'Hebdo de l'Ardèche

Il s'agit d'un journal hebdomadaire français basé à Valence et diffusé à Privas depuis 1999. Il couvre l'actualité pour tout le département de l'Ardèche.
- Le Dauphiné libéré

Il s'agit d'un journal quotidien de la presse écrite française régionale distribué dans la plupart des départements de l'ancienne région Rhône-Alpes, notamment l'Ardèche. La commune est située dans la zone d'édition du Nord-Ardèche (Annonay - Le Cheylard).

### Cultes
La communauté catholique et l'église paroissiale (propriété de la commune) sont rattachées à la paroisse Saint François Régis (Ay et Daronne), elle-même rattachée au diocèse de Viviers.

## Culture et patrimoine

### Lieux et monuments
L'église paroissiale Saints-Pierre-et-Paul . Cet édifice religieux d'architecture romane est caractérisé par un remarquable plafond à caissons en bois peints. Le clocher a été bâti en 1714.

### Héraldique
|  | Saint-Pierre-sur-Doux possède des armoiries dont l'origine et le blasonnement exact ne sont pas disponibles. |